# Izano
Izano är en ort och kommun i provinsen Cremona i regionen Lombardiet i Italien. Kommunen hade 1 988 invånare (2018).